# IC 2044
IC 2044 — галактика типу SB? (компактна витягнута галактика) у сузір'ї Золота Риба.
Цей об'єкт міститься в оригінальній редакції індексного каталогу.